# Ampelocissus rugosa
Ampelocissus rugosa är en vinväxtart som först beskrevs av Nathaniel Wallich och fick sitt nu gällande namn av Jules Émile Planchon. 
Ampelocissus rugosa ingår i släktet Ampelocissus och familjen vinväxter. Inga underarter finns listade i Catalogue of Life.